# Birème

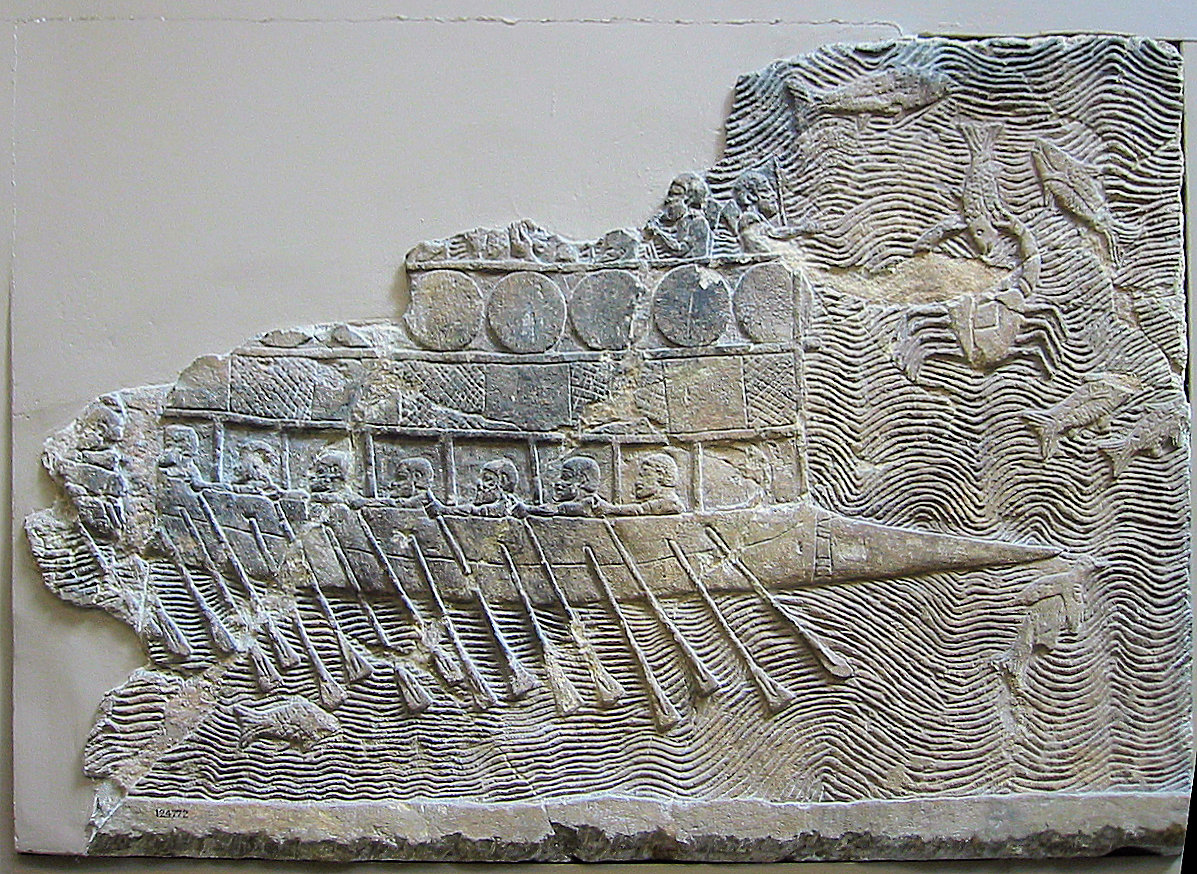
Birème assyrienne vers le VIIe siècle av. J.-C.

Une birème (ou dière) est une galère de l'Antiquité, comportant deux niveaux de rameurs sur chaque bord.
Les birèmes étaient des navires de guerre grecs inventés au VIIIe siècle av. J.-C. par les Phéniciens du Liban moderne. Elles étaient utilisées, plus tard, dans la marine romaine notamment dans le cadre des guerres puniques. Elles sont les ancêtres des fameuses trirèmes.
Elle était conçue pour la vitesse et était donc longue et étroite au détriment des marins.
Afin d'augmenter la vitesse des navires sans réduire leur maniabilité, des rameurs supplémentaires ont été ajoutés, superposés à la première file. Ainsi les navires ne s'allongent pas. Ce deuxième niveau était légèrement décalé par rapport au premier afin que les rames ne s'entrechoquent pas.
Au début du combat, les birèmes utilisaient la force de ses rameurs pour pouvoir percer la coque ennemie avec le bélier situé à l'avant. Une fois l'éperonnage effectué, les rameurs partaient à l'abordage armés d'une épée et d'un bouclier.
Une réplique de birème antique, baptisée Kybele a rejoint le port de Marseille pour retracer le parcours des colons grecs. Elle était partie de Foça (ancienne Phocée) en Turquie.